# Pablo de Céspedes

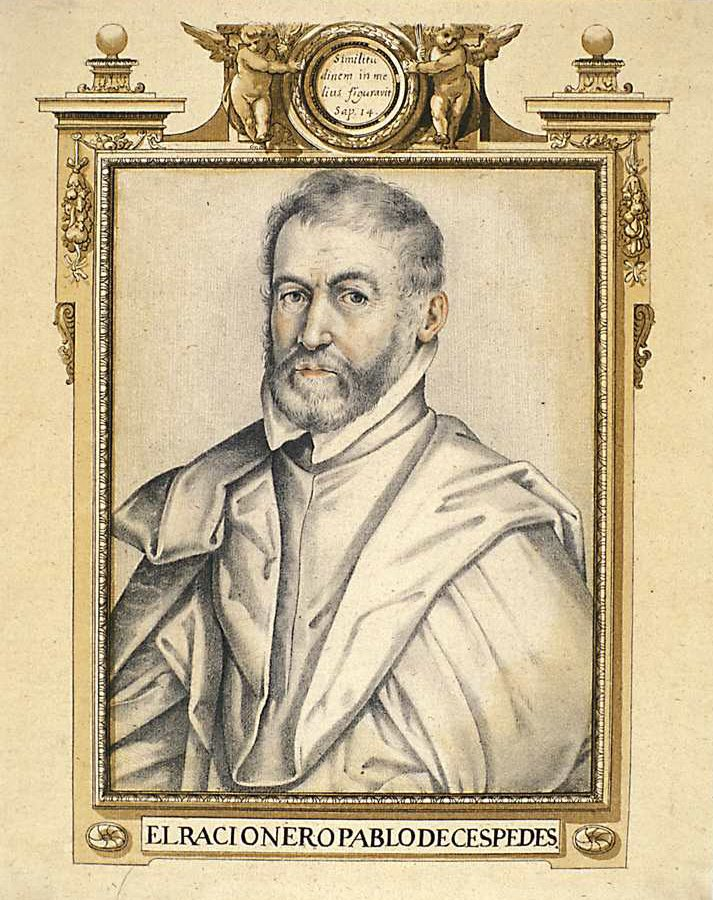
El racionero Pablo de Céspedes por Francisco Pacheco: Libro de descripción de los verdaderos retratos de ilustres y memorables varones, lápices negro y rojo, pluma y aguada tinta parda, Madrid, Biblioteca de la Fundación Lázaro Galdiano.

Pablo de Céspedes (c. 1538/1548-Córdoba, 26 de julio de 1608), racionero de la catedral de Córdoba, fue un clérigo, pintor, escultor, arquitecto, tratadista de arte, humanista y poeta español.

## Biografía
La primera y fundamental fuente de información sobre la vida y obra de Pablo de Céspedes la proporciona Francisco Pacheco, pintor y amigo del cordobés, al que el suegro de Velázquez dedicó un retrato glosado en el incompleto Libro de descripción de verdaderos retratos de ilustres y memorables varones y numerosas menciones en el Arte de la pintura, imprescindibles para el conocimiento del pensamiento artístico de Céspedes. En 1649, el mismo año en que se publicó el Arte de la pintura, salió en Roma Le vite de'pittori, scultori et architetti de Giovanni Baglione con un elogio dedicado a Céspedes. Otras noticias se encuentran en la correspondencia de Pedro de Valencia y en la biografía que le dedicó Antonio Palomino, donde daba noticia de algunos trabajos ahora perdidos pero que él había llegado a ver, especialmente el discurso de la antigüedad de la mezquita-catedral de Córdoba, cuyo origen encontraba en el templo dedicado por los romanos al dios Jano.
Según afirma Pacheco en el Libro de descripción de verdaderos retratos y repite Palomino, Céspedes fue natural de Córdoba y se crio con su tío Pedro de Céspedes, de quien heredó el título de racionero de su catedral. Si, como dicen ambos transcribiendo el texto de su epitafio en la catedral cordobesa, murió «en su Patria a 26 de Julio el año 1608 siendo de 60 años», hubo de nacer hacia 1548. Ceán Bermúdez, sin embargo, adelantó el año de su nacimiento a 1538 en razón del año de su matriculación en la Universidad de Alcalá, que él creía en 1556, y lo decía nacido en Córdoba, en casa del racionero Francisco López Aponte, tío abuelo de Pablo de Céspedes y hermano del racionero Pedro de Céspedes. Según Ceán, el padre de Pablo de Céspedes, Alonso de Céspedes, era hijo de otro Alonso de Céspedes, noble y natural de Ocaña, y de Francisca de Mora, en tanto su madre, Olaya Arroyo, habría nacido en Alcolea de Torote (actual provincia de Guadalajara). Como el testamento de López Arponte, fechado el 11 de julio de 1547, destinaba una partida de diez mil maravedíes a la educación de Pablo de Céspedes, habría que descartar el de 1548 como año de su nacimiento, en opinión de la profesora María Ángeles Raya que, conforme al mismo testamento, lo cree nacido en Alcolea de Torote, en el arzobispado de Toledo.
La ausencia de documentación impide conocer con precisión sus primeros años de vida. Según la biografía que le dedicó Pacheco en el Libro de descripción de los verdaderos retratos, se crio con su tío «hasta que tuvo edad de estudiar, i visto su grande ingenio lo envió a Alcalá de Henares» donde pasó algunos años estudiando primero con otro Pedro de Céspedes, pariente suyo, y luego con Ambrosio de Morales, quien le tuvo en mucha estima y le confiaba las lecciones cuando debía ausentarse. Su paso por la Universidad de Alcalá, en la que aparece registrado como estudiante de arte y teología, se ha podido confirmar documentalmente, no así el año de su ingreso, para Ceán, 1556, ni el tiempo que pasó en ella. Se desconoce también cualquier dato relativo a su formación artística; Pacheco cuenta que desde pequeño se inclinó a la pintura, «de suerte que no avia pared segura que no debuxasse, sin perdonar las planas donde escribía». Las primeras noticias de su dedicación a la pintura proceden de Italia, donde, según Pacheco, se hospedó en la casa del obispo de Zamora, natural de Córdoba, y pasó siete años sin maestro de pintura pero en compañía de Cesare Arbasia, estudiando los dos «con tan grande ahínco, que les amanecía todos los días en este exercicio».

### Estancia en Roma

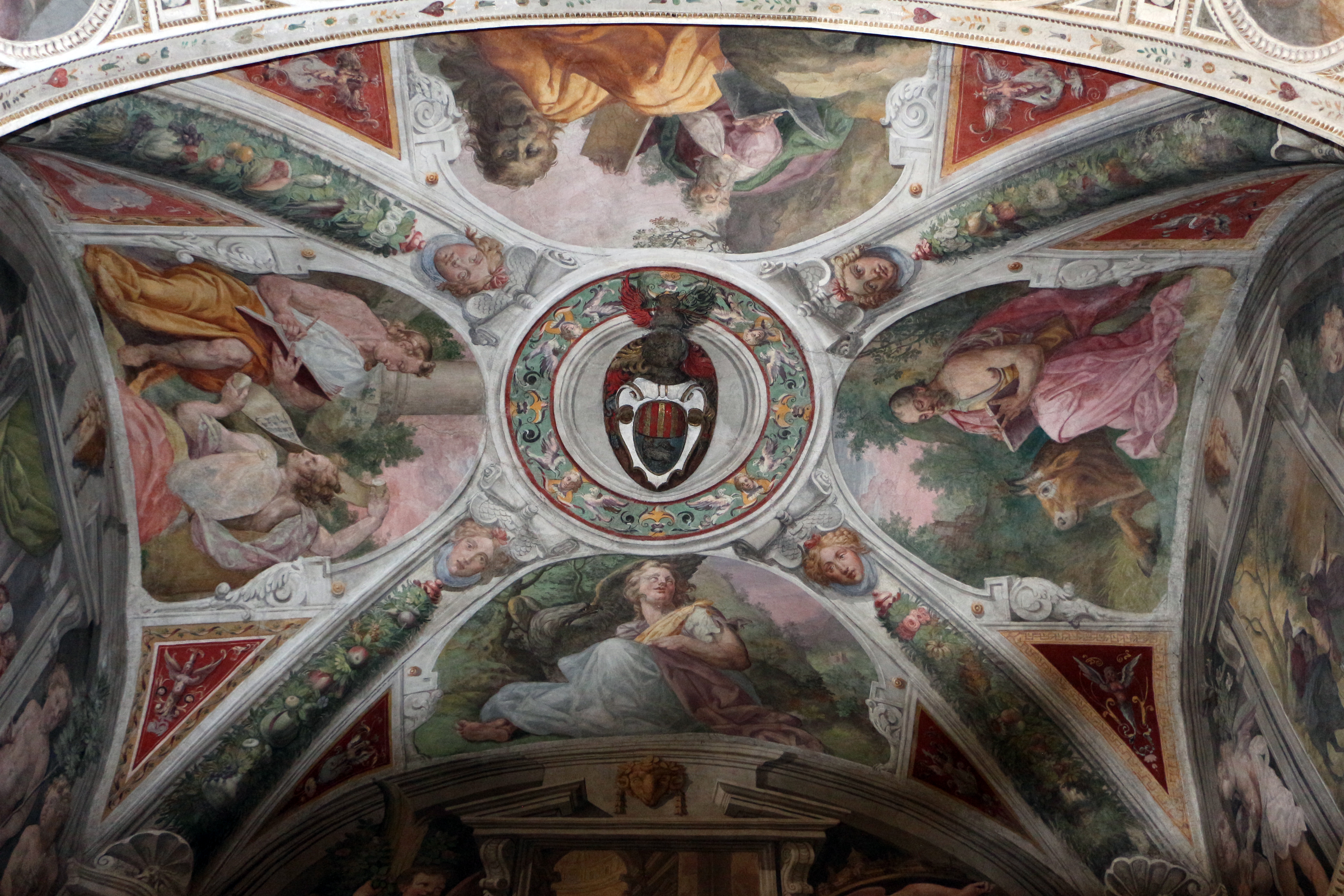
Bóveda de los evangelistas, Roma, Santa Trinità dei Monti, Capilla Bonfili.

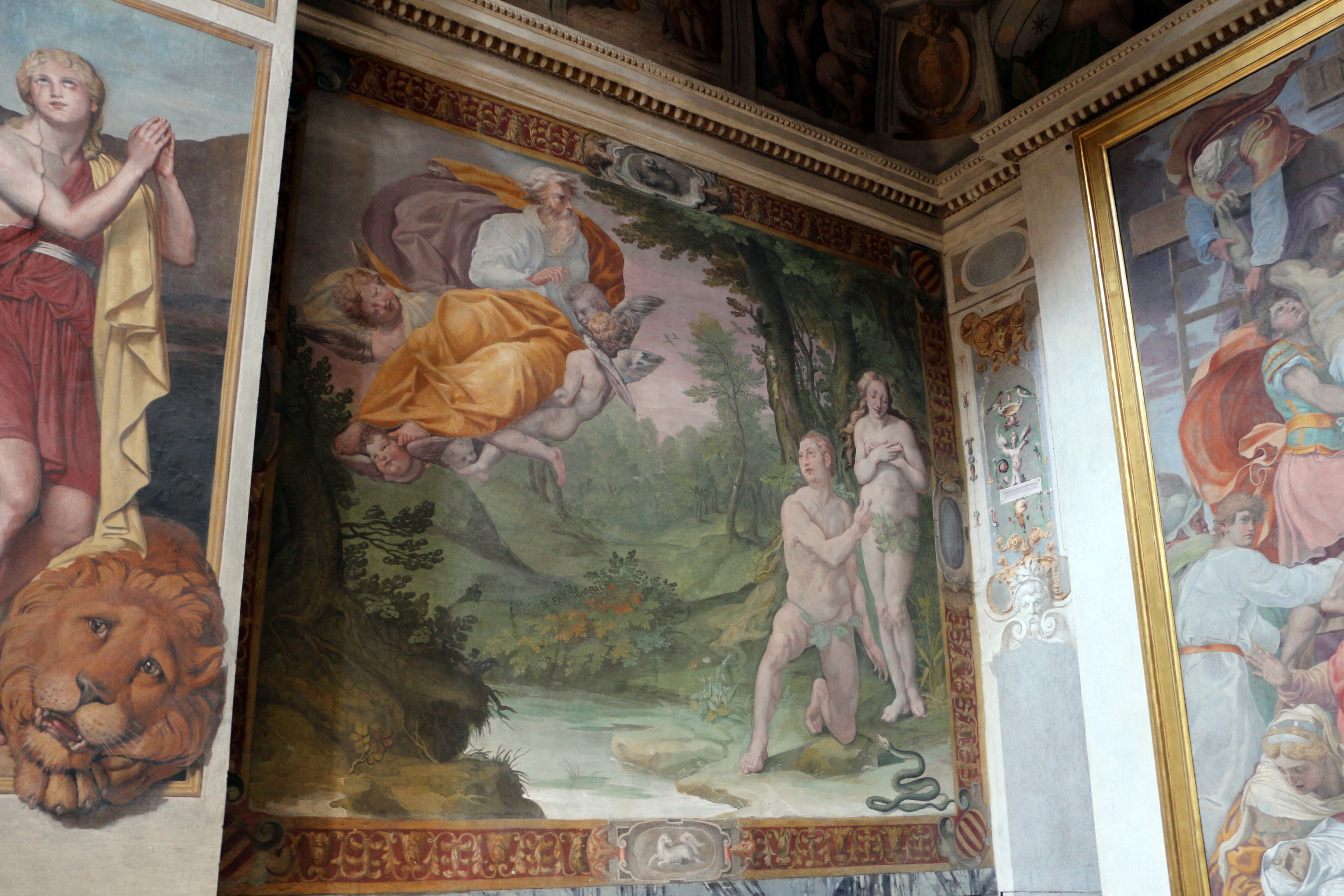
Cesare Arbasia y Pablo de Céspedes: La creación de Adán y Eva, frescos de la Capilla de la Deposición o Capilla Bonfili en Santa Trinità dei Monti.

Como en su Discurso de la comparación de la antigua y moderna pintura y escultura indica que la Piedad de Miguel Ángel (Nuestra Señora de las Fiebres) se encontraba en el coro de la Basílica de San Pedro, a donde se llevó en 1568, Francesc Quílez opina que no pudo llegar a Roma mucho antes de esa fecha. Para Jonathan Brown, teniendo en cuenta que Giovanni Baglione indica que Céspedes se encontraba en Roma en tiempos del papa Gregorio XIII, que comenzó su pontificado en 1572, y que se le documenta de vuelta en Córdoba en septiembre de 1577, los siete años que, dice Pacheco, pasó en «aquella famosa Atenas» pudieron comenzar en 1570 o poco antes. Hay constancia documental de que en 1572 se inscribió en la cofradía de San Giuseppe di Terrasanta, de la que Federico Zuccaro era regente perpetuo, y en 1575 fue designado capellán de esa misma institución. En Roma se inscribió en la Academia de San Lucas, donde aparece registrado un «Paolo Cespedez spagniolo Pittore», y trató con pintores y eruditos. Por el Discurso de la comparación de la antigua y moderna pintura consta que tuvo trato con Tommaso Cavalieri, en cuya casa decía haber visto un mosaico con unos peces, excelente obra, y un vaso de barro de gran tamaño pintado «el vientre de follajes y alrededor del cuello [...] Troya en figura de una grave matrona y puestos por orden aquellos héroes que asistieron en aquella guerra, con unas letras griegas en que cada uno tenía su nombre», según recordaba en la carta más tarde dirigida a Pacheco. El encuentro con Cavalieri pudo facilitárselo su gran amigo Benito Arias Montano, pero también y más probablemente Juan Verzosa, fallecido en Roma en 1574, a quien Céspedes dedicó un epigrama latino.
Por Pacheco se sabe que tuvo trato con Federico Zuccaro y que admiró las obras de Miguel Ángel y de Rafael, en los que estudió el dibujo como parte principal de la pintura, aunque en el color, añadía Pacheco, prefirió seguir el estilo de Antonio Allegri da Correggio. Es seguro un viaje de Céspedes a Parma, acreditado por su conocimiento directo de la Piedad pintada por Correggio para la iglesia de San Juan Evangelista, que en el Discurso de la comparación pone como ejemplo de expresividad en las figuras. También en Roma practicó la escultura en cera y ganó fama con una cabeza en mármol de Séneca. Aprendió además la técnica de pintura al fresco, poco practicada en España, con la que, según Baglione, decoró al modo de Polidoro da Caravaggio la fachada de un palacio situado en Via del Corso, y pintó el túmulo del marqués de Saluzzo en la basílica de Santa María en Aracoeli y las bóvedas y muros de la capilla Bonfili, en los que Baglione le atribuye la Creación del mundo con Adán y Eva, cuyo paisaje habría pintado Cesare Arbasia, la Natividad y los profetas de las pilastras además de los evangelistas de la bóveda y las escenas de la vida de la Virgen de los lunetos. También Céspedes y Arbasia pintaron al fresco la Anunciación que daba nombre a la capilla, sustituida u oculta a comienzos del siglo XIX por el Descendimiento de la Cruz de Daniele Volterra, que ocupa ahora la pared del altar. De su estancia italiana quedan únicamente estos frescos de la capilla Bonfili en la iglesia de la Trinità dei Monti, la primera de las obras del racionero que se ha conservado.

### Córdoba y Sevilla
Volvió a España, según Pacheco, en 1575 y dos años después, el 7 de agosto de 1577, tomó posesión de la prebenda que en la catedral de Córdoba disfrutaba su tío Pedro de Céspedes. Francisco M. Tubino, en el estudio que dedicó a Pablo de Céspedes, premiado por la Academia de San Fernando en 1866, escribe que «el día 8 de Agosto de 1577 Gonzalo Estaquero, prebendado cordobés y procurador de Pablo de Céspedes, presentóse al Cabildo Catedral; y con ayuda del notario eclesiástico Nicolás Rodríguez, exhibió las bulas en que se concedía a su representado la ración que tenía y disfrutaba Pedro de Céspedes». Al encontrar conformes las bulas, el cabildo abrió expediente de limpieza de sangre y envió al canónigo Muñoz a Ocaña y Alcolea de Torote para que averiguase los antecedentes familiares del aspirante y si se le podía dar posesión del cargo. En el mismo expediente declaró su tío, el racionero Pedro de Céspedes, quien afirmó que su sobrino había nacido en su propia casa, que era también la de su tío Francisco López de Aponte, y encontrándose todo correcto se le dio posesión del beneficio. A pesar de ello y de haber recibido la ordenación sacerdotal, posiblemente después del segundo viaje a Italia en 1583, Pacheco afirma que no dijo misa en su vida. 
En Córdoba se reencontró con Ambrosio de Morales, a quien se había pedido un informe sobre la autenticidad de las reliquias de los mártires cordobeses halladas en 1575. Céspedes lo ayudó en la corrección del cuaderno para el rezo litúrgico de los santos mártires como debía ser observado en la catedral y en la preparación del tercer volumen de su Crónica general de España. También por estas fechas debió de iniciar una relación epistolar con el letrado Juan Fernández Franco, que desde la villa de Montoro, donde residía al servicio de los marqueses del Carpio, había adquirido renombre como experto conocedor de los restos epigráficos dejados por Roma en la Bética. Según Ceán, debatió con él acerca de la antigüedad del templo sobre el que se había levantado la mezquita, que él creía era el originalmente dedicado a Jano por los romanos, contra la opinión de Fernández Franco, aunque lo único que se ha conservado de esa correspondencia es una carta de Fernández Franco a Céspedes fechada en Bujalance en 1601, en la que se ocupaba de una inscripción hallada en Cabra cuya transcripción le había facilitado el racionero. Debió al mismo tiempo de hacerse cargo de algunos trabajos de pintura para la catedral, en su doble faceta de pintor y humanista, aunque también aquí escasean las noticias. La más significativa de ellas es de julio de 1579, cuando recibió licencia del cabildo para ocuparse de la pintura del velo del retablo mayor de la catedral. La obra estaba ya terminada el 8 de abril del año siguiente según se desprende de otra acta del cabildo en la que se lee, al informar de las cuentas: «El velo que se hizo nuevo para el altar mayor, costó el lienzo y los colores nueve mil maravedís, porque la pintura la hizo de balde el Sr. Racionero Pablo de Céspedes».

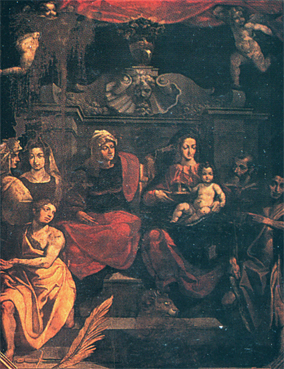
Santa Ana, la Virgen y el Niño, Monasterio de Guadalupe.

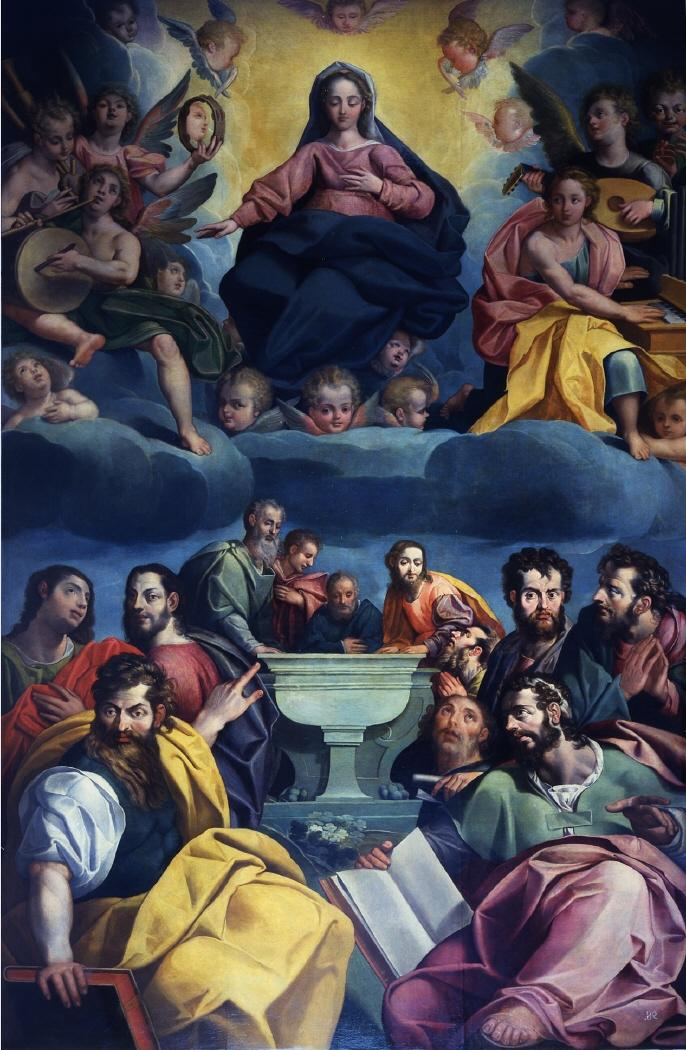
Asunción de la Virgen, óleo sobre lienzo, 370 x 240 cm, Madrid, Museo de la Real Academia de Bellas Artes de San Fernando.

Al margen de estos trabajos, el cabildo le tuvo ocupado en funciones diversas: en julio de 1580 fue nombrado su contador, con otros tres compañeros, y en octubre se le comisionó para tratar con el corregidor de las condiciones en que se encontraba la Casa de Expósitos. A finales de ese año, según Tubino, se le encomendó el expediente de limpieza de sangre de Juan Rubio de Herrera, quien tenía su residencia en Roma, al que se había entregado una prebenda en el cabildo cordobés a pesar de tener algunos familiares penitenciados por las inquisiciones de Madrid y Granada. Por este motivo, en octubre de 1582 obtuvo permiso del cabildo para ausentarse y viajó a Roma por segunda vez, permaneciendo en ella ocho meses.
En agosto de 1585 viajó por primera vez a Sevilla donde permaneció hasta enero de 1587. Pasó luego al Monasterio de Guadalupe, donde dejó algunas pinturas estudiadas por Alfonso E. Pérez Sánchez y recibió la visita de Federico Zuccaro. Desde ese momento y hasta 1603 debieron de ser frecuentes los viajes a la capital andaluza, en uno de los cuales, siendo su huésped, lo retrató Francisco Pacheco según contaba él mismo en el Libro de descripción de los verdaderos retratos. Ceán supone que pudo tener casa y sirvientes en la ciudad teniendo en cuenta uno de sus comentarios en el Discurso de la comparación, en el que explicaba a Pedro de Valencia que había estado en posesión de una «figurita egypcia de piedra negra, toda labrada de hieroglíficos», y añadía: «hase perdido en la peste de Sevilla, porque murió de ella un criado mío, que la tenía a su cargo con otras cosas».
En Sevilla pintó al óleo los ocho lienzos apaisados colocados sobre la cornisa de la sala del cabildo catedralicio, en la que trabajaba en 1592, con alegorías de las virtudes y niños con cartelas, y dos cuadros para la Casa Profesa de la Compañía de Jesús, que en tiempos de Ceán habían pasado al Real Alcázar: un San Hermenegildo de medio cuerpo —Triunfo para Palomino— y Cristo en el desierto servido por los ángeles. También trabajó para el colegio que los jesuitas tenían en Córdoba, donde en 1594 se encargó de la pintura del retablo mayor —para el que según Pacheco dio también las trazas arquitectónicas—, con el entierro de santa Catalina en el cuerpo central, «que es admiración de los bien entendidos», y los altares colaterales, con los Santos Juanes y la Asunción de la Virgen, que era ya en tiempos de Ceán el único lienzo que se conservaba tras haber pasado a la Real Academia de Bellas Artes de San Fernando.
La última noticia de su actividad pictórica es de 1601, cuando el cabildo cordobés le encomendó el dibujo de unos modelos de escultura y pintura para el retablo nuevo del crucero catedralicio, «por ser eminente en el arte y de los grandes pintores de la cristiandad». De otros trabajos para la catedral informan Pacheco y Palomino, que se detienen especialmente en La Santa Cena localizada en un retablo junto a la sacristía nueva, notable también por el enojo del pintor con los que alababan «un vaso que estaba pintado en primer término» sin prestar atención a lo demás, según la anécdota narrada por Pacheco y repetida por Palomino, que concluía con el pintor pidiendo a voces a su criado que borrase aquella menudencia en la que todos reparaban sin atender a lo importante:

Andrés, bórrame luego este jarro y quítamelo de aquí. ¿Es posible que no se repare en tantas cabezas y manos en que he puesto todo mi estudio y cuidado y se vayan todos a esta impertinencia.

A partir de 1603 se recluyó en su casa a causa de una enfermedad que le impedía pintar y viajar, dedicándose al estudio y a escribir. Murió el 26 de julio de 1608 en Córdoba (según Pacheco con sesenta años) y fue enterrado en la misma catedral, frente a la capilla de la Conversión de San Pablo donde acostumbraba a revestirse, con un epitafio puesto por el cabildo que decía: 

Paulus de Cespedes,

huius almae ecclesiae porcionarius,

picrurae, sculturrae, architecturae,

omniumque arum artium, variarumque

linguarum peritissimus hic situs est:

obiit anno domini

m.dcviii.

septimo kalendas sextillis.

## Obra literaria y teoría artística

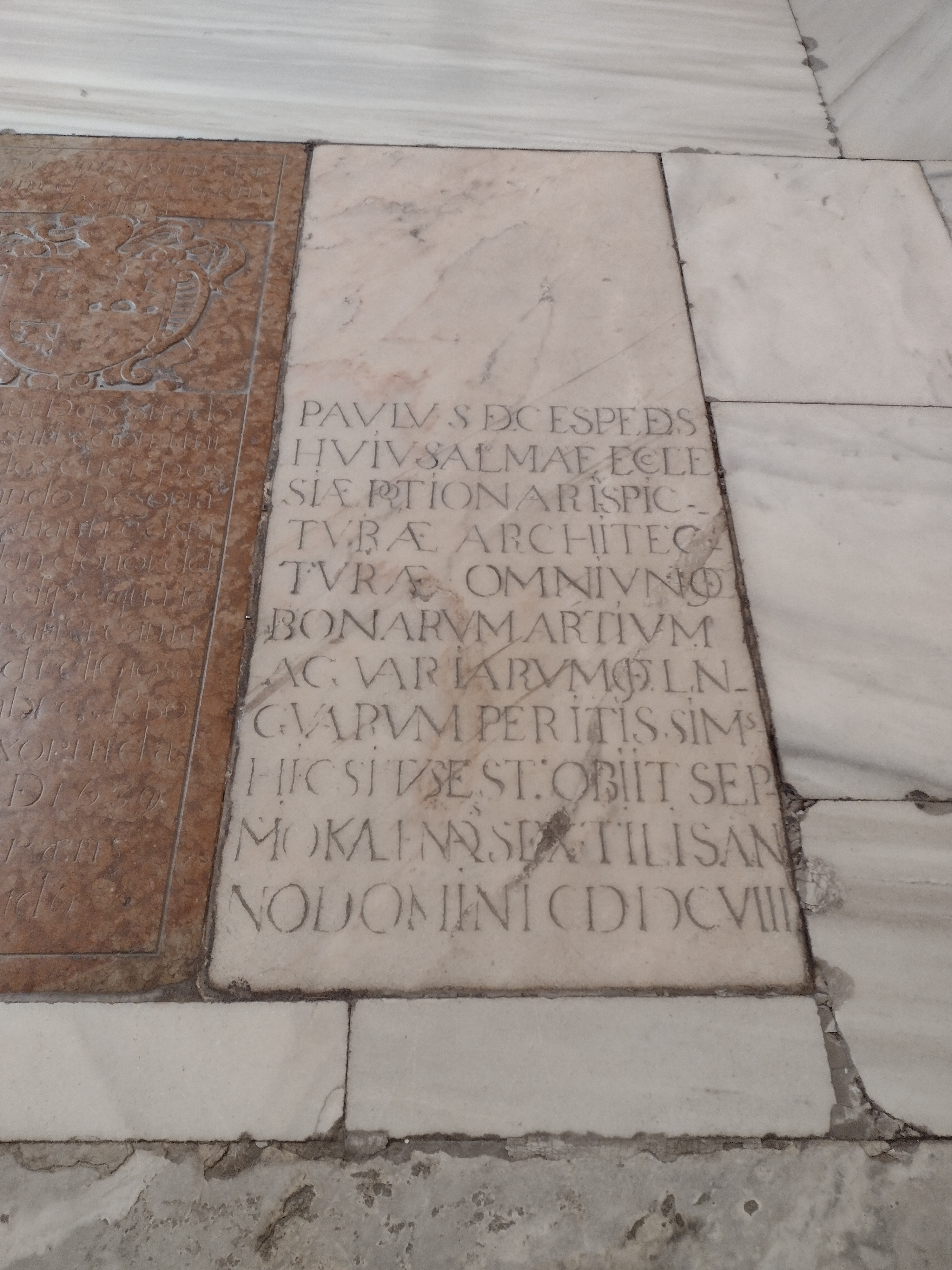
Tumba del artista

De las obras escritas por Céspedes, además del epigrama dedicado a Verzosa, publicado en 1575, únicamente se conocían, con anterioridad a la edición del Diccionario de Ceán en 1800, los fragmentos de un Poema de la pintura, publicados dispersos e intercalados en el Arte de la pintura de Francisco Pacheco y la Carta a Pacheco sobre los procedimientos técnicos de la pintura fechada en 1608 y publicada del mismo modo en el Arte de la pintura, escritos en los que Céspedes exponía los requisitos que son necesarios para alcanzar la perfección en la pintura conforme a los preceptos de la teoría italiana de las artes. A ellos añadió Ceán otros dos escritos fechados por él en 1604 y dirigidos a Pedro de Valencia, de los que tuvo noticia por las copias que de los manuscritos hizo Juan de Alfaro, dándolos a conocer en un apéndice del tomo V de su Diccionario histórico de los más ilustres profesores de las Bellas Artes en España: el Discurso de la comparación de la antigua y moderna pintura y escultura, donde defendía que no había de ser mejor la pintura antigua que la moderna, y el Discurso de la arquitectura del templo de Salomón, donde se ocupaba del orden corintio y la columna salomónica.
Aunque los escritos de teoría artística conocidos corresponden sin excepción a los últimos años de actividad del racionero, para Quílez Corella y en cierto modo también para Rubio Lapaz, la condición de pintor no es determinante de su orientación teórica y, al contrario, sería indudable que «el proceso de formación intelectual seguido por Céspedes antecede e incluso ejerce una influencia en su particular forma de intelectualizar el fenómeno artístico». El marco doctrinal tendría por referente a quien en alguna ocasión llama «tan señor y particular patrón mío», Arias Montano, aun cuando no se haya podido demostrar que hubiese entre ellos trato directo, y se caracterizaría por una erudición enciclopédica y en algunos aspectos retórica y superficial unida a la firme creencia en la perfecta concordancia entre la tradición grecolatina y la religión cristiana.
La preeminencia del dibujo es absoluta en su concepción de las artes, lo que implicaba también la subordinación de la escultura en el clásico parangón, pues «¿cómo pudo el escultor hacer cosa buena, sino se ayudava primero del debuxo?», y sus más excelsos representantes Miguel Ángel, a quien situaba en la cima de la evolución histórica, por no creer superior la pintura antigua a la moderna, y Rafael, de quien elogia en particular el incendio del Borgo. A falta de un desarrollo sistemático de su pensamiento artístico —lo que en parte puede venir condicionado por el modo como se han transmitido sus escritos—, su principal aportación radica en la introducción en España de la crítica artística. Con libertad de juicio y criterio propio, se enfrenta a Plinio y a cuantos modernamente se apoyaban en él para sostener la preeminencia del mundo antiguo, sin contar con otra cosa que palabras. Como escribe en el Discurso de la comparación: «Digo pues, que vamos muy a peligro de errar, comparando y cotejando las obras que no vemos con las que hemos visto en este siglo». De forma tal que el juicio visual, el que puede permitir la contemplación directa del objeto, será siempre para él siempre superior al que puede proporcionar la lectura de un texto escrito.

## Pintor erudito

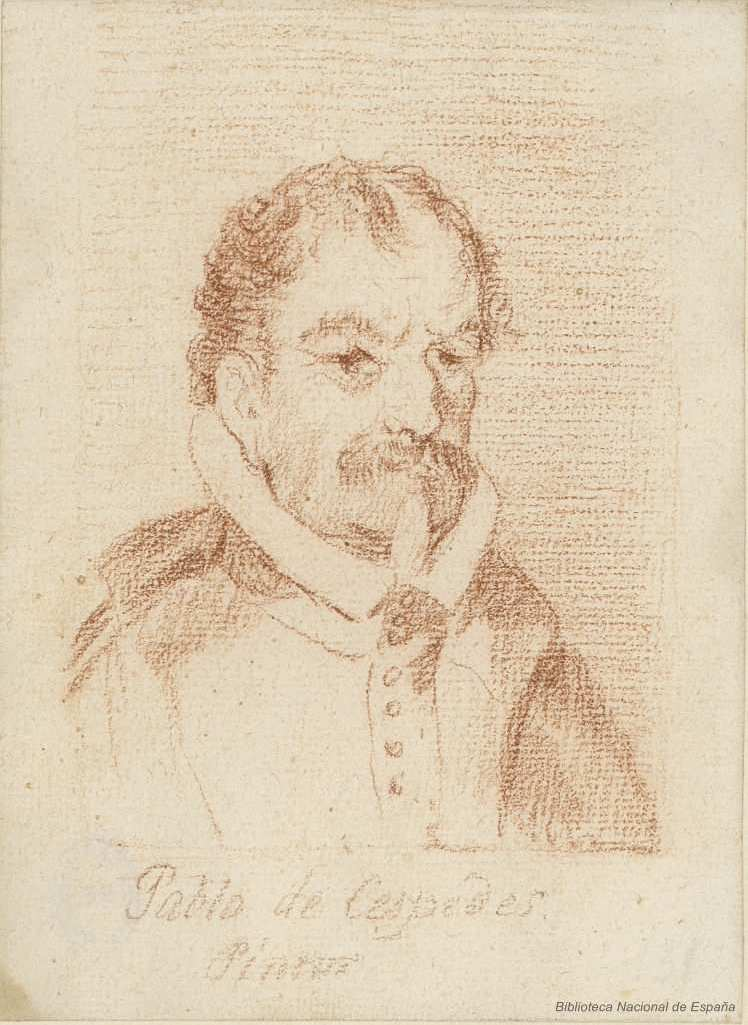
Goya: Pablo de Céspedes, Pintor. Dibujo a lápiz rojo oscuro sobre papel verjurado amarillento. Dibujo preparatorio para ilustrar el Diccionario de Ceán. Biblioteca Nacional de España.

El «artista más sabio y erudito que ha tenido España», como lo describió Ceán Bermúdez, conocedor de las lenguas vulgares, latina, griega y hebrea y amigo «de los más lucidos ingenios de su tiempo», según la semblanza que le dedicó Pacheco «fue mui Filósofo en sus costumbres no estimando las onras vanas». Indiferente a las opiniones recibidas, 

Hazia tan poco caso de la hacienda que perdía mucho entre año de su renta por entretenerse en pintar, i a penas sabía contar un real. Ni supo jugar, ni jurar, ni tuvo otros vicios; i lo que es más, nunca se le conoció flaqueza contra la onestidad, ni en las palabras: siendo mui sobrio i templado en la comida i bevida.

El inventario de sus bienes, cuya redacción comenzó el día siguiente de su muerte, refleja una posición económica desahogada a la vez que sus gustos anticuarios: ciento sesenta medallas de bronce y once de plata más un cajón lleno de otras medallas que no se cuantificaron, astrolabios, un altar de madera, modelos anatómicos para la práctica del dibujo y objetos exóticos como una tortuga hecha de vidrio y unos alfanjes turcos, un cuerno de unicornio, piedras «bezares» y semipreciosas, pero también un collar de oro, dos sortijas con piedras preciosas y 5.366 reales de plata. Las pinturas, aunque en su mayoría de asunto religioso y sin nombre de autor, a excepción de dos que se decían de Bassano, incluían también once paisajes. La biblioteca estaba formada por 253 libros, aproximadamente una cuarta parte de ellos religiosos y el resto de asuntos muy variados y en diversos idiomas, con una amplia representación de los autores clásicos. Disponía también de los más divulgados tratados de arquitectura (Andrea Palladio, Jacopo Vignola y Sebastiano Serlio) junto con una traducción castellana de Vitrubio y los Comentarios sobre Ezequiel de los jesuitas Jerónimo del Prado y Juan Bautista Villalpando, de los que se serviría en su discurso del templo de Salomón. Pero escaseaban los de pintura, representados solo por unas «Bidas de pintores» que han de ser las de Vasari, cuyo manejo demuestran sus escritos aunque en alguna ocasión dijese no haberle llegado sus manos el libro.
Discípulos suyos fueron Juan de Peñalosa, mencionado junto con Andrés Ruiz en el inventario de los bienes del racionero, donde se decía de ambos que residían en su casa y a su servicio, a los que agrega Ceán a Antonio Mohedano, Antonio Contreras, Alonso Vázquez y Juan Luis Zambrano, «el discípulo más adelantado» según Antonio Palomino, aunque nacido en 1598 tenía únicamente diez años al morir Céspedes.